# Samad Behrangi
Samad Behrangi (persan : صمد بهرنگی, azéri : صمد بهرنگی, Səməd Behrəngi ; 24 juin 1939 - 31 août 1967) est un enseignant, critique social, folkloriste, traducteur et nouvelliste iranien d'ascendance azérie. Il est connu pour son livre de littérature enfantine Le Petit poisson noir (en persan : ماهی سیاه کوچولو).

## Biographie
Samad Behrangi naît à Tabriz (Iran) dans une famille azérie de la classe populaire. Il finit l'école élémentaire et trois années d'école secondaire, puis s'inscrit dans une école de formation d'enseignants, dont il sort en 1957. Les onze années qui suivent, il enseigne le persan dans des écoles rurales d'Azerbaïdjan iranien.

## Œuvre littéraire
En plus de livres d'histoires pour enfants, il écrit de nombreux essais pédagogiques et collecte et publie plusieurs échantillons d'orature azérie.
Ses études du folklore azéri sont généralement réalisées avec l'aide de son collègue Behrouz Dehghani. Ce dernier participe à la publication de quelques-uns des travaux de Behrangi après sa mort prématurée.
Behrangi a également réalisé quelques traductions du persan vers l'azéri de poèmes d'Ahmad Shamlou, Forough Farrokhzad et Mehdi Akhavan-Sales.

## Décès
Behrangi meurt à l'âge de 29 ans, noyé dans l'Araxe, rivière formant notamment la frontière entre l'Azerbaïdjan et l'Iran. Sa mort est communément imputée au SAVAK, le service de sécurité intérieure du régime Pahlavi. Cependant, selon un témoignage sur BBC Persian de Hamzeh Farahati, qui accompagnait Behrangi au moment de sa mort, il s'agirait d'une noyade accidentelle et les allégations des révolutionnaires mettant à partie le gouvernement viendraient de leur besoin de fabriquer un martyr.